# Кокура (княжество)
Кокура (яп. 小倉藩 кокура-хан) — феодальное княжество (хан) в Японии периода Эдо (1603—1867), в провинции Будзэн региона Кюсю.
Административный центр — город Кокура (современный город Китакюсю префектуры Фукуока). С 1866 года — город Кавара уезда Тагава, а с 1870 года — город Тоёцу уезда Мияко. Другие названия: Кавара-хан (яп. 香春藩), Тоёцу-хан (яп. 豊津藩).
Доход — 300 000 коку в 1600—1632 годах, 150 000 коку в 1632—1871 годах.
До 1632 года княжество управлялось родом Хосокава, принадлежавшим к тодзама и имевшим статус правителя провинции (яп. 国主). С 1632 года княжество управлялось родом Огасавара, который был переведён из княжества Акаси провинции Харима. Этот род относился к фудай и имел статус правителя замка (яп. 城主). Главы рода имели право присутствовать в зале императорского зеркала сёгуна.
Дочернее княжество — Кокура-Синдэн. Ликвидировано в 1871 году.

## Правители
| №  | Имя                 | Имя        | Годы      | Ранг, титул              | Примечания                       |
| -- | ------------------- | ---------- | --------- | ------------------------ | -------------------------------- |
| 1  | Хосокава Тадаоки    | 細川忠興   | 1602—1620 | 従三位 左近衛少将 参議   | Старший сын Хосокавы Фудзитаки   |
| 2  | Хосокава Тадатоси   | 細川忠利   | 1620—1633 | 従四位下 越中守 左権少将 | Третий сын Хосокавы Тадаоки      |
| 1  | Огасавара Тададзанэ | 小笠原忠真 | 1632—1667 | 従四位下 右近将監 侍従   | Второй сын Огасавары Хидэмасы    |
| 2  | Огасавара Тадатака  | 小笠原忠雄 | 1667—1725 | 従四位下 右近将監 侍従   | Третий сын Огасавары Тададзанэ   |
| 3  | Огасавара Тадамото  | 小笠原忠基 | 1725—1752 | 従四位下 右近将監 侍従   | Старший сын Огасавары Тадатаки   |
| 4  | Огасавара Тадафуса  | 小笠原忠総 | 1752—1790 | 従四位下 左京大夫 侍従   | Шестой сын Огасавары Тадамото    |
| 5  | Огасавара Тадамоцу  | 小笠原忠苗 | 1791—1804 | 従四位下 右近将監 侍従   | Третий сын Огасавары Нагамити    |
| 6  | Огасавара Тадаката  | 小笠原忠固 | 1804—1843 | 従四位下 大膳大夫 少将   | Второй сын Огасавары Нагатамэ    |
| 7  | Огасавара Тадаакира | 小笠原忠徴 | 1843—1856 | 従四位下 左京大夫 侍従   | Второй сын Огасавары Тадакаты    |
| 8  | Огасавара Тадахиро  | 小笠原忠嘉 | 1856—1860 | 従四位下 右近将監        | Четвёртый сын Огасавары Садатоси |
| 9  | Огасавара Тадатоси  | 小笠原忠幹 | 1860—1865 | 従四位下 大膳大夫        | Второй сын Огасавары Нагатакэ    |
| 10 | Огасавара Таданобу  | 小笠原忠忱 | 1865—1871 | 従三位                   | Третий сын Огасавары Таданобу    |